# 下瀧站

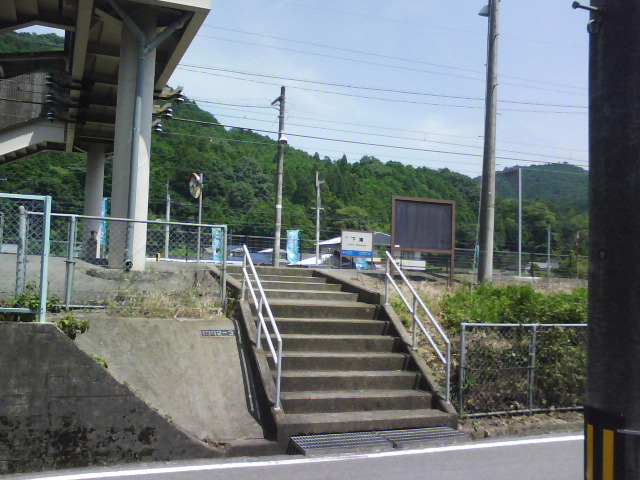
2號月台入口（2009年8月19日）

下瀧站（日语：／ Shimotaki eki */?）是位於兵庫縣丹波市山南町下瀧字森之本118番，西日本旅客鐵道（JR西日本）的福知山線車站。

## 歷史
- 1899年（明治32年）5月25日 - 阪鶴鐵道 篠山站（現時為篠山口站）至柏原站之間開通，此站啟用。開始提供旅客和貨運服務。
  - 當時車站地址為兵庫縣冰上郡上久下村（日语：上久下村）下瀧字森之本。
- 1907年（明治40年）8月1日 - 根據鐵道國有法（日语：鉄道国有法），阪鶴鐵道被國有化，成為帝國鐵道廳車站。
- 1909年（明治42年）10月12日 - 制定路線名稱，此站成為阪鶴線車站。
- 1912年（明治45年）3月1日 - 阪鶴線福知山站以南區間改名為福知山線，此站成為福知山線車站。
- 1955年（昭和30年）7月21日 - 隨著山南町（日语：山南町）（第一次）成立，車站地址變為兵庫縣冰上郡山南町下瀧字森之本。
- 1957年（昭和32年）3月31日 - 隨著山南町（第二次）成立，車站地址變為兵庫縣冰上郡山南町下瀧字森之本。
- 1962年（昭和37年）10月1日 - 終束貨物起卸業務。
- 1982年（昭和57年） - 隨著成為無人車站，車站大樓翻新[1]。
- 1987年（昭和62年）4月1日 - 伴隨國鐵分割民營化，車站由西日本旅客鐵道（JR西日本）營運。
- 1992年（平成4年）4月1日 - 篠山口鐵道部（日语：篠山口鉄道部）成立，並開始管轄此站。
- 2004年（平成16年）11月1日 - 隨著丹波市成立，車站地址變為現時地址。
- 2009年（平成21年）6月1日 - 隨著篠山口鐵道部廢止，此站回復由福知山分社（日语：西日本旅客鉄道福知山支社）管轄，由篠山口站管理此站。
- 2021年(令和3年）春天（預定） - 此站可使用IC卡「ICOCA」。

## 車站構造
車站是一座地面車站，設有2面2線的相對式月台，可進行列車交會。
車站大樓位於車站北邊1號月台側，兩月台之間設有跨線橋連接，該橋位於月台東端。同時，2號月台設有樓梯出入口直接連接站前道路。
此站是由篠山口站管理的無人車站。車站大樓內設有只可發售近距離乘車票的自動售票機（不可使用大額紙幣）。在2021年春天，此站預計可以使用ICOCA等交通系IC卡。在車站前設有公共廁所。

### 月台
| 月台 | 路線     | 上下行 | 方向             |
| ---- | -------- | ------ | ---------------- |
| 1、2 | 福知山線 | 下行   | 福知山方向       |
| 1、2 | 福知山線 | 上行   | 篠山口、三田方向 |

2號月台為上下本線和一線通過結構，大部分上下行線列車會停在靠近車站大樓的1號月台。
當普通列車停站並進行列車交會和特急列車通過時，便會使用2號月台。部分上行（篠山口方向）列車在不用列車交會情況下停靠2號月台。
兩月台的兩方向設有出發信號機，因此兩月台可向兩方向出發。

## 班次
在日間，每1小時設有1班列車停站。普通列車會以篠山口站為起終點站。在早上和晩上設有來往大阪站的列車。

## 使用狀況
根據「兵庫縣統計書」，2016年（平成28年）度1日平均乘車人次為67人。
以下為近年1日平均乘車人次列表。
| 年度   | 1日平均 乘車人次 |
| ------ | ---------------- |
| 1998年 | 148              |
| 1999年 | 149              |
| 2000年 | 136              |
| 2001年 | 129              |
| 2002年 | 126              |
| 2003年 | 127              |
| 2004年 | 120              |
| 2005年 | 85               |
| 2006年 | 79               |
| 2007年 | 81               |
| 2008年 | 74               |
| 2009年 | 67               |
| 2010年 | 61               |
| 2011年 | 70               |
| 2012年 | 74               |
| 2013年 | 77               |
| 2014年 | 66               |
| 2015年 | 79               |
| 2016年 | 67               |

## 車站周邊

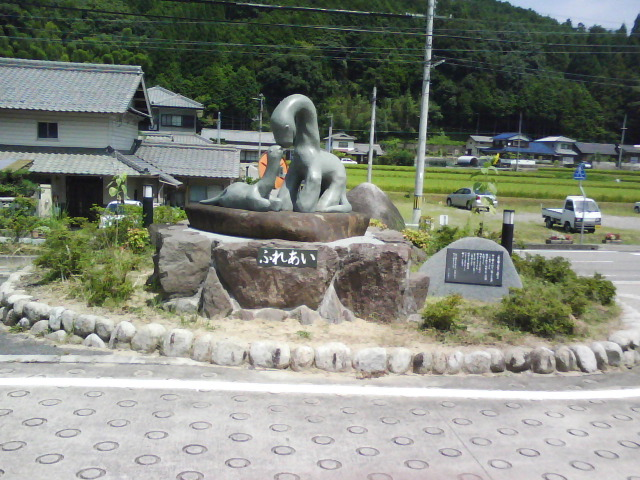
站前設有恐龍化石挖掘紀念而建的石像（2009年8月19日）

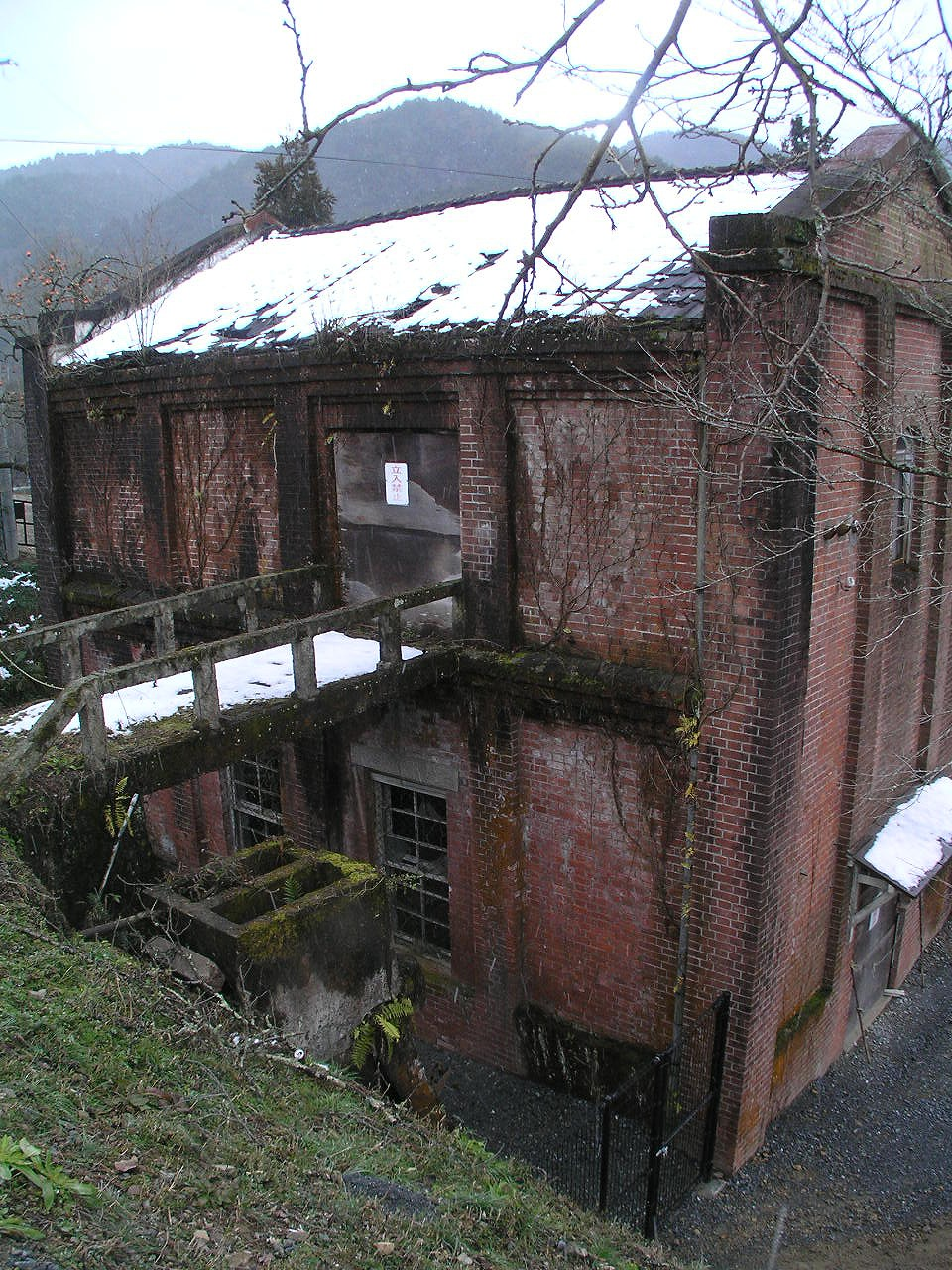
舊上久下村營水力發電站遺蹟

此站位於丹波高地的山峰與山峰之間，附近為廣寬的田地。
- 下瀧郵局
- 上久下公民館
- 丹波市立上久下小學
- 大歲神社
- 舊上久下村營水力發電站遺蹟[1]

在2008年（平成20年），在該處附近篠山地層發現恐龍（丹波龍）化石，現時在該處設有展示相關展品的紀念館。
- 川代公園

位於丹波篠山市邊界附近。在該處設有營地和公園，也是拍攝鐵路相片的著名地點。
- 川代櫻花會館
- 兵庫縣道77號篠山山南線（日语：兵庫県道77号篠山山南線）
- 兵庫縣道292號下立杭柏原線（日语：兵庫県道292号下立杭柏原線）
- 篠山川（日语：篠山川）

## 相鄰車站
西日本旅客鐵道（JR西日本）
 福知山線
■丹波路快速、■普通
丹波大山－下瀧－谷川

## 注腳
1. 1 2 3 4 5 6 7 8 9  . 神戸新聞総合出版センター. 2011-12-15: 119. ISBN 9784343006028 （日语）.
2. ↑  兵庫県統計書 （页面存档备份，存于）（日語）
3. ↑  . 丹波流のほほんぶらり旅. 2012-02-22  [2013-11-16]. （原始内容存档于2014-09-01） （日语）.
4. ↑  . お立ち台通信―鉄道写真撮影地ガイド データベース. 2008-09-18  [2013-11-16]. （原始内容存档于2016-03-04） （日语）.

## 外部連結
- 下瀧｜車站資訊：JR出門網 - 西日本旅客鐵道（日語）